# Kaufmännischer Verband Schweiz
Der Kaufmännische Verband Schweiz, französisch Société suisse des employés de commerce (SEC Suisse), italienisch Società degli impiegati del commercio Svizzera (SIC Svizzera), früher KV Schweiz, Schweizerischer Kaufmännischer Verband (SKV), Schweizerischer Verein junger Kaufleute, ist ein Schweizerischer Angestelltenverband für das kaufmännisch-betriebswirtschaftliche Umfeld. Er zählt rund 38.500 Mitglieder, die er zu Fragen rund um ihre berufliche Laufbahn berät.
Schweizweit vertritt er rund 700.000 Arbeitnehmende aus den Branchen Banken und Versicherungen, Detailhandel, Gewerbe, Industrie, Luftverkehr sowie Personalverleih in knapp 40 regionalen und nationalen Gesamtarbeitsverträgen und setzt sich für die Stärkung ihrer Arbeitsmarktfähigkeit ein.
Über seine Schulen – kaufmännische Grund- und Weiterbildungsschulen, das Schweizerische Institut für Betriebsökonomie (SIB) und die Hochschule für Wirtschaft Zürich (HWZ) – bietet der Kaufmännische Verband Schweiz praxisnahe Aus- und Weiterbildungen an. Als Träger bzw. Mitträger verschiedener Berufsprüfungen und höherer Fachprüfungen gestaltet er das Schweizer Bildungssystem aktiv mit und engagiert sich in nationalen Gremien und Kooperationsprojekten – von der Grundbildung bis zur höheren Berufsbildung.
Als Vordenker strebt er eine zukunftsorientierte Bildungs-, Wirtschafts- und Sozialpolitik zum Wohle aller Berufsleute, kaufmännisch-betriebswirtschaftliche Angestellten sowie Selbstständigerwerbende, an. Im Zusammenschluss mit seiner politischen Allianz die plattform steht er stellvertretend für über 85'000 Berufsleute und engagiert sich in zahlreichen Organisationen und Interessengruppen.
Im Jahr 2023 feierte der Verband sein 150-jähriges Bestehen.

## Geschichte
Gründerjahre
Am 7. März 1861 wurde in Zürich die Vorgängerorganisation Verein junger Kaufleute durch den Vorstandsvorsitzenden Stefan Keusch als erste Sektion des späteren Dachverbands gegründet. Unter dem Motto «Bildung, Fortschritt, Freundschaft» sollte der Verein der Vervollkommnung der dem Kaufmann nötigen Kenntnisse dienen. Bereits 1838 hatten Arbeiter den Schweizerischen Grütliverein in Genf als patriotisch-demokratischen Arbeiterbildungsverein gegründet. In den 1870er-Jahren bildeten sich weitere Vereine junger Kaufleute. Am 14. April 1873 entstand der «Schweizerische Kaufmännische Verein» (damals noch: «Schweizerischer Verein junger Kaufleute») durch den Zusammenschluss der zuvor gebildeten lokalen Vereine junger Kaufleute.
Soziale Spannungen lösen
Das Vereinsleben der Gründerjahre zeugt von gesellschaftlicher und kommunikativer Vielfalt: Neben der Gründung einer Vielzahl an Sektionen und Clubs waren die Errichtung einer kaufmännischen Stellenvermittlung (1876), die Führung des offiziellen Verkaufsbüros der ersten Schweizer Landesausstellung in Zürich (1883) sowie die Herausgabe des «Schweizerischen Kaufmännischen Zentralblatts» (1897) zentrale Meilensteine. Die Entwicklungsphase des Verbands um die Jahrhundertwende war geprägt durch wirtschaftliches Wachstum, mit der eine funktionale Differenzierung der Berufsgruppen einherging. Der wirtschaftliche Stillstand während des Ersten Weltkriegs (1914–1918) hatte eine ausgedehnte Arbeitslosigkeit zur Folge. Der Verband begegnete sozialen Spannungen innerhalb der sich radikalisierenden Arbeiterbewegung mit Distanz und engagierte sich stattdessen bei der Gründung der «Vereinigung schweizerischer Angestelltenverbände (VSA)». Die Anstrengung des VSA führten im Dezember 1918 dazu, dass ein erster umfassender Gesamtarbeitsvertrag in der Schweiz abgeschlossen werden konnte. Zeitgleich wurde den kaufmännischen Frauen die Aufnahme in die Sektionen mit grosser Mehrheit ermöglicht.
Das Vorsorgesystem neu denken
Politisch haben sich die Angestellten seit den 1920er-Jahren für einen «eigenen Weg in der Mitte zwischen links und rechts» entschieden: Zu den zentralen sozialen Errungenschaften des Verbands zählten die Einführung des arbeitsfreien Samstagnachmittags, die Einführung eines «Fonds für soziale Zwecke», der den Grundstein für eine künftige Vorsorgeeinrichtung bilden sollte, die Einführung einer Invaliditäts- und Altersvorsorge sowie der Einführung einer verbandsinternen Arbeitslosenkasse. Diese Teilschritte waren wichtige Etappen auf dem Weg zur Einführung einer nationalen Alters- und Hinterbliebenenversicherung (AHV), die am 6. Juli 1947 mit einem wuchtigen Mehr von annähernd 80 % der (damals ausschliesslich männlichen) Stimmbürger angenommen wurde.
Bildung und lebenslanges Lernen fördern
Ein zentrales Tätigkeitsfeld des Vereins bestand in der bildungspolitischen Arbeit: Die bereits in den Gründungsstatuten definierten Bestrebungen, den kaufmännischen Fortbildungsunterricht zu fördern, erhielten durch den Bundesbeschluss vom 15. April 1891 und den damit verbundenen Bundessubventionen nachhaltigen Auftrieb. Die beiden Grundsätze, nämlich die enge Ausrichtung auf die kaufmännische Berufspraxis sowie das Kleinklassensystem muten heute visionär an: der Transfer in den Arbeitsalltag war schon damals fest in der DNA der Ausbildung von Kaufleuten verankert. 1920 wurden wichtige Pfeiler zur Systematisierung der Berufsbildung eingeschlagen: Die Einführung von Fachprüfungen in Korrespondenz- und Bankwesen sowie Stenographie sollte insbesondere auch weiblichen Verbandsmitgliedern die Möglichkeit zum Diplomerwerb und zum beruflichen Aufstieg eröffnen.
Der Arbeitslosigkeit entgegenwirken
Angesichts der Weltwirtschaftskrise von 1929 verschlechterte sich die allgemeine Lage der Schweizer Beschäftigten markant: Waren vor Beginn der Krise im Jahresdurchschnitt 12'900 Arbeitslose registriert, steigerte sich deren Zahl bis zum Ausbruch des Zweiten Weltkriegs 1939 auf durchschnittlich 36'700 Personen. Neben den zunehmend stellenlosen älteren Arbeitnehmenden gesellte sich die gravierende Zunahme jüngerer Arbeitsloser, denen mit dem Bundesbeschluss über Krisenhilfe im April 1933 aktiv entgegengetreten wurde. Dennoch standen die Zeichen auf Sturm: Das Jahr 1945 bildete eine geopolitische Zäsur zwischen dem Zusammenbruch der nationalsozialistischen Diktatur und dem Beginn des Kalten Krieges, der erst 1989 mit dem Fall der Berliner Mauer zu Ende gehen sollte.
Den standespolitischen Herausforderungen trotzen
Die Jahre des wirtschaftlichen Aufschwungs seit den 1950er-Jahren verliehen dem Kaufmännischen Verein eine sukzessive Zunahme des Mitgliederbestands, der 1985 mit über 77'000 Mitgliedern seinen Höhepunkt erreichte. Allerdings wirkten exogene Kräfte einem weiteren Mitgliederwachstum diametral entgegen: Die sinkende standespolitische Relevanz durch die fortschreitende Spezialisierung des kaufmännischen Berufsstands (Computerzeitalter), die Verstaatlichung der einstigen sozialpolitischen Kernangebote (BVG-Obligatorium 1985) sowie globalisierte Märkte und Fusionen stellten den Verband vor neue grosse Herausforderungen.
Den kaufmännischen Beruf spezialisieren
Demgegenüber war die Ausdifferenzierung der kaufmännischen Berufsabschlüsse (Höhere Fachprüfungen, Berufsprüfungen und Verbandsprüfungen) geprägt durch zahlreiche Bildungsinnovationen: 1963 wurde das Schweizerische Institut für Betriebsökonomie (SIB) gegründet, aus der 1968 die Höhere Wirtschafts- und Verwaltungsschule (HWV) hervorging. Diese Vollzeitschule fand 1986 ihr berufsbegleitendes Pendant in der Hochschule für Wirtschaft Zürich (HWZ). Die HWZ ist bis heute die einzige private Fachhochschule der Schweiz, die von einem Verband (in Kooperation mit der Stiftung Juventus Schulen) geführt wird. Weitere Tochtergesellschaften wie examen.ch, das Schweizerische Informatik-Zertifikat SIZ, die SKV Immobilien AG, die KV Bildungsgruppe Schweiz sowie der Verlag SKV AG zeugen vom breiten bildungspolitischen Engagement des Kaufmännischen Verbands Schweiz, das 2023 mit der Reform der kaufmännischen Grundbildung einen neuen Höhepunkt erfahren hat.
2014 wurde der «KV Schweiz» in «Kaufmännischer Verband Schweiz» umbenannt. Seither präsentiert sich der Verband als Kompetenzzentrum für Bildung und Beruf im kaufmännisch-betriebswirtschaftlichen Umfeld sowie im Detailhandel.
2023 feierte der Kaufmännische Verband Schweiz sein 150-jähriges Jubiläum.

## Aufgaben
Nationale Aufgaben
Der Kaufmännische Verband Schweiz erbringt übergeordnete Aufgaben in den Bereichen Bildung, Sozialpartnerschaft und Politik zu den Themen Sinn-Ökonomie,
New Work,
Gesundheit,
Future Skills
und Gleichstellung.

„Weil sich die Arbeitswelt so schnell wie noch nie verändert, liegt der Schlüssel für den Erhalt der Arbeitsmarktfähigkeit im lebenslangen Lernen. Das Ziel des Kaufmännischen Verbands ist es, Berufsleute dabei zu unterstützen und ihre Interessen zeitgemäss zu vertreten.“

Der Kaufmännische Verband Schweiz ist Mitglied in die plattform, einer politischen Allianz unabhängiger und lösungsorientierter Angestellten- und Berufsverbände.
Regionale Aufgaben
Die Sektionen/Regionen erbringen professionelle Dienstleistungen gegenüber ihren Mitgliedern, wie z. B. Beratungen, Coachings, Events und Seminare.

## Leitbild
„Der Kaufmännische Verband Schweiz ist der älteste heute noch aktive Angestelltenverband der Schweiz. Seit über 150 Jahren setzt er sich für faire, fortschrittliche und diskriminierungsfreie Arbeitsbedingungen, zeitgemässe Arbeitsmodelle und die Förderung von lebenslangem Lernen ein. Dies soll auch weiterhin so bleiben“

## Organisation
Die übergeordneten Angelegenheiten des Kaufmännischen Verbands bestimmen die Geschäftsleitung, der Zentralvorstand sowie die Mitgliederversammlung.
Geschäftsleitung
Die Geschäftsleitung des Kaufmännischen Verbands Schweiz (Dachverband) mit Sitz in Zürich erbringt die übergeordneten Aufgaben auf nationaler Ebene, insbesondere in den Bereichen Bildung, Sozialpartnerschaft, Politik und Kommunikation. Sie besteht aus dem CEO des Kaufmännischen Verbands Schweiz und den Abteilungsleitern.
Seit dem 1. Januar 2024 hat der Kaufmännische Verband Schweiz einen neuen CEO: Sascha M. Burkhalter. Vom Zentralvorstand des Kaufmännischen Verbands Schweiz im Juli 2023 gewählt, folgt er auf Christian Zünd, der Ende Dezember 2023 und nach acht Jahren an der Spitze des Kaufmännischen Verbands Schweiz zurückgetreten ist.
Die Geschäftsleitung arbeitet vom Hauptsitz in Zürich aus. Der Verband besitzt auch eine Zweigstelle in Neuchâtel.
Zentralvorstand
Der Zentralvorstand ist zuständig für die strategische Führung und die Gesamtkoordination. Er verantwortet die übergeordneten Verbandsaktivitäten und entscheidet über kommerzielle Tätigkeiten. Er besteht aus dem Präsidenten des Kaufmännischen Verbands Schweiz, der Vize-Präsidentin, dem Finanzdelegierten sowie drei weiteren Mitgliedern. Der amtierende Präsident ist Daniel Jositsch.
Mitgliederversammlung
Die Mitgliederversammlung ist das oberste Organ des Kaufmännischen Verbands und somit die Gesetzgeberin. Sie tagt mindestens einmal pro Jahr. Sie besteht aus den Präsidenten der Sektionen und wird vom Präsidenten des Kaufmännischen Verbands Schweiz geleitet. Die Mitglieder des Zentralvorstands und der CEO nehmen ebenfalls an den Mitgliederversammlungen teil.
Der Verband ist konfessionell neutral, keiner politischen Partei angeschlossen und föderalistisch (Regionen / Sektionen) aufgebaut.

## Sektionen
Der Kaufmännische Verband Schweiz ist in allen drei Sprachregionen und in allen Landesteilen der Schweiz vertreten und setzt sich aus 24 Sektionen zusammen, die seit Januar 2019 in sieben Regionen organisiert sind und von Leadsektionen geleitet werden:
- Beide Basel[16]
- Bern, Solothurn, Aargau[17]
- Luzern[18]
- Ostschweiz[19]
- Suisse romande (Association romande des employés de commerce)[20]
- Ticino[21]
- Zürich[22]

Die Zusammenarbeit zwischen dem Kaufmännischen Verband Schweiz und den Regionen / Sektionen wird in einem übergeordneten Gremium bestimmt.